# Graafschap Tirol
Het graafschap Tirol was van de twaalfde eeuw tot 1805 een vazal van het Heilige Roomse Rijk en onderdeel van de Oostenrijkse Kreits. Het territorium van het graafschap lag in  Midden-Europa, bestaande uit de Oostenrijkse deelstaat Tirol, met als hoofdstad Innsbruck. Het Italiaanse Zuid-Tirol en het Ladinische Anpëz hoorden bij het territorium van het graafschap.

## Geschiedenis

### Het ontstaan van het graafschap Tirol tot het uitsterven van de eerste dynastie in 1253
Het latere Tirol maakte sinds ongeveer 600 deel uit van het stamhertogdom Beieren. Aan het eind van de zevende eeuw was er een Beierse grensgraaf te Bozen. In het begin van de achtste eeuw was ook het gebied rond Meran in Beierse handen. In het begin van de elfde eeuw droeg de keizer de mark Trente en de graafschappen Bozen en Vinschgau aan het prinsbisdom Trente over. De graafschappen in het Inndal, het dal van de Adige en het graafschap in het Pustertal kwamen aan het prinsbisdom Brixen. Ten koste van de wereldlijke macht van deze twee prinsbisschoppen ontstond het graafschap Tirol. Aanvankelijk waren er meer adellijke geslachten die een machtsbasis opbouwden: de graven van Flavon, de graven van Andechs en de graven van Tirol. Uiteindelijk kregen de graven van Tirol (naam van hun slot bij Meran) de overhand en werd het hele gebied naar dit slot genoemd. Een belangrijke stap werd gezet door graaf Albert IV, soms Albert III genoemd. Deze wist in 1210 de voogdij over het prinsbisdom Brixen te verwerven, terwijl hij die over het prinsbisdom Trente al had. De Rooms-Duitse keizer Frederik II ontnam aan de beide prins-bisschoppen hun wereldlijke macht, zodat Albert IV de feitelijke heerser werd over een uitgestrekt grondgebied Tirol. Met Albert IV stierf het gravenhuis in 1253 uit.

### Het graafschap Tirol onder het huis Görz (Meinhardijnen) (1253-1335)
Na de dood van Albert IV in 1253 werd het graafschap verdeeld tussen zijn schoonzoons graaf Meinhard van Görz uit het Huis der Meinhardijnen en graaf Gebhard van Hirschberg. Gelukkig kon de eenheid grotendeels hersteld worden doordat Meinhard II het Hirschberger deel wist over te nemen. Anderzijds kreeg de broer van Meinhard II, Albrecht I in 1271 het graafschap in het Pusterdal. Dit gebied ging daardoor deel uitmaken van het voorste graafschap Görz. De Tiroolse tak van het huis Görz stierf in 1335 uit met graaf Hendrik.

### Strijd tussen de huizen Luxemburg en Wittelsbach
De dochter van graaf Hendrik, Margaretha Maultasch, was gehuwd met markgraaf Johan Hendrik van Moravië, een jongere broer van keizer Karel IV. Hij regeerde in Tirol van 1335 tot 1341. Margaretha verstootte haar echtgenoot in 1341 en huwde vervolgens markgraaf Lodewijk van Brandenburg, een zoon van keizer Lodewijk IV. Tijdens deze strijd tussen de twee koninklijke geslachten Luxemburg en Wittelsbach wisten de prinsbisschoppen en de adel een deel van hun oude macht te herkrijgen. In de Magna Charta van 1342 gaf Lodewijk van Brandenburg de standen de verzekering dat hij hun oude rechten zou handhaven en geen belasting zou heffen zonder hun advies. Na de dood van hun zoon, graaf Meinhard III in 1363 had gravin Margaretha geen nakomelingen meer. Zij droeg het land vervolgens met toestemming van de standen over aan de hertogen van Oostenrijk, de broers Rudolf IV, Albert III en Leopold III, die via hun grootmoeder achterkleinzonen waren van graaf Meinhard II van Tirol.

### Tirol onder de Habsburgse monarchie (1363-1805)

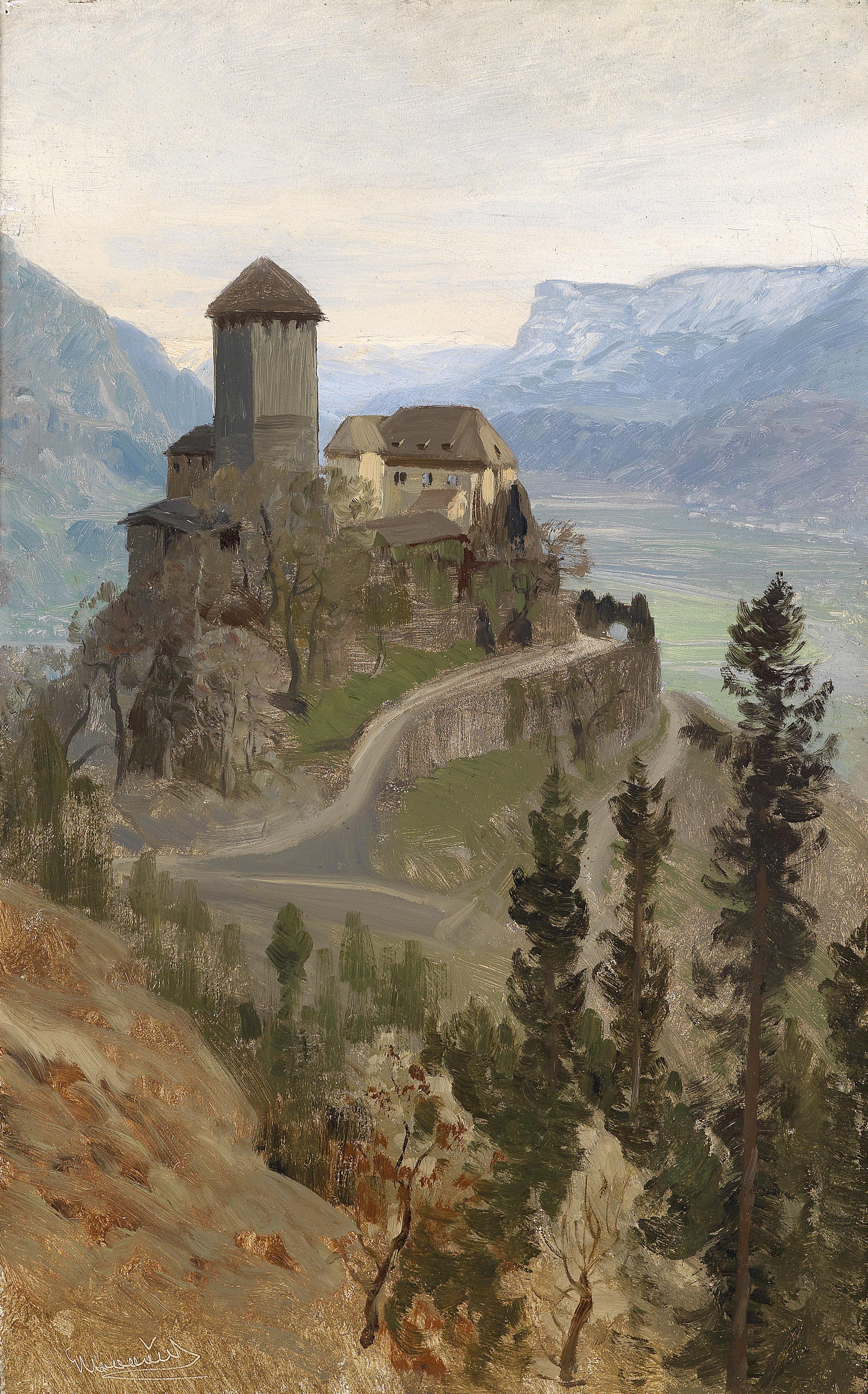
Slot Tirol

De broers Rudolf IV, Albrecht III en Leopold III regeerden gemeenschappelijk de Oostenrijkse landen. Na de dood van Rudolf IV bleven de twee overgebleven broers aan de regering. In 1379 deelden zij hun landen waarbij Albrecht III Neder-Oostenrijk kreeg en Leopold III hertogdom Karinthië, Stiermarken en Tirol kreeg.
Na de dood van Leopold III in 1386 vond er een nieuwe deling plaats onder zijn zoons waarbij Willem van Habsburg Karinthië kreeg, Leopold IV de bezittingen in de Elzas kreeg, Ernst van Oostenrijk Stiermarken kreeg en Frederik IV Tirol kreeg.
Rudolf IV versterkte de zuidelijke grens van Tirol doordat hij het prinsbisdom Trente in 1363 permanent tot een protectoraat van Tirol maakte. Ook het prinsbisdom Brixen werd een protectoraat. Verder werden in het zuiden verworven: Primiero (1373) en Valsugana (1412). Het grensgebied aan de rand van de Alpen dat de republiek Venetië had veroverd op het prinsbisdom Trient werd in 1516 door de Habsburgers veroverd.
Sinds 1400 resideerde de Tiroolse linie van de Habsburgers op slot Tirol bij Merano. Bij de landen van deze linie hoorde naast Tirol ook Voor-Oostenrijk. In 1420 werd de residentie verlegd naar Innsbruck.
In 1415 verviel Frederik IV in de Rijksban, waardoor er een versplintering van het graafschap dreigde. De Tirolers wisten dit te voorkomen en de boeren speelden hierin een belangrijke rol. Sindsdien waren de boeren vertegenwoordigd in de standen, wat vrij uniek is. Toen de zoon van Frederik IV, hertog Sigismund het land in 1487 aan Beieren wilde verkopen, namen de standen de regering over en voerden deze drie jaar lang tot koning Maximiliaan I de regering over het graafschap in 1490 overnam. Tirol bleef vervolgens tot 1564 in personele unie met Oostenrijk
In deze tijd werd het gebied sterk uitgebreid. Na het uitsterven van de graven van Görz in 1500 werden het Pustertal en het Lienzer bekken verworven. Na de Landshuter Successieoorlog werden in 1505 Rattenberg, Kitzbühel en Kufstein van Beieren verworven. Ten slotte werden in 1516 het gebied van Ampezzo en de Welsche Confinen van de Republiek Venetië verworven.
Na de dood van Ferdinand I in 1564 verdeelden zijn zoons opnieuw de Habsburgse landen waarbij Maximiliaan II aartshertogdom Oostenrijk kreeg, Ferdinand II Tirol kreeg en Karel II graafschap Stiermarken kreeg.
Na de dood van Ferdinand in 1595 viel Tirol terug aan de hoofdtak in Oostenrijk. Na het uitsterven van de hoofdtak in 1621 vielen alle landen toe aan hertog Ferdinand van Steiermarken. Deze droeg Tirol direct over aan zijn jongere broer Leopold V, waardoor er een nieuwe zijtak in Tirol ontstond. Deze linie stierf in 1665 uit, waarna Tirol definitief verenigd werd met het hertogdom Oostenrijk. In Innsbruck regeerden voortaan stadhouders.
In 1803 werden de prinsbisdommen Trente en Brixen definitief ingelijfd bij Tirol.
Na de nederlagen tegen Napoleon Bonaparte moest keizerrijk Oostenrijk het graafschap Tirol in 1805 bij de Vrede van Presburg afstaan aan het koninkrijk Beieren.

## Regenten
Bron: Handbuch der Historischen Stätten Österreich, Band II Alpenländer mit Südtirol (1987)
| regering  | naam                      | geboren    | overleden  | familie                         |
| --------- | ------------------------- | ---------- | ---------- | ------------------------------- |
| 1142-1165 | Albrecht II               |            |            |                                 |
| 1141-1164 | Berthold                  |            |            | broer                           |
| 1181-1190 | Hendrik I                 |            | 14-06-1190 | broer                           |
| 1190-1253 | Albrecht III              |            | 22-07-1253 | zoon                            |
| 1253-1258 | Meinhard I                | 17-01-1194 | 22-07-1258 | schoonzoon                      |
| 1258-1295 | Meinhard II               | 1238       | 01-11-1295 | zoon                            |
| 1295-1305 | Lodewijk                  |            | 22-09-1305 | zoon                            |
| 1295-1310 | Otto                      | 1265       | 25-05-1310 | broer                           |
| 1295-1335 | Hendrik                   | 1265       | 02-04-1335 | broer                           |
| 1335-1363 | Margaretha                | 1318       | 03-10-1369 | dochter                         |
| 1335-1341 | Johan Hendrik van Bohemen | 12-02-1322 | 12-11-1375 | 1e echtgenoot Margaretha        |
| 1342-1361 | Lodewijk van Brandenburg  | -5-1315    | 18-09-1361 | 2e echtgenoot Margaretha        |
| 1361-1363 | Meinhard III              | 1344       | 13-01-1363 | zoon Margaretha                 |
| 1363-1365 | Rudolf IV                 | 01-11-1339 | 27-07-1365 | schoonbroer                     |
| 1363-1379 | Albrecht III              | 09-09-1348 | 29-08-1395 | broer                           |
| 1363-1386 | Leopold III               | 01-11-1351 | 09-07-1386 | broer                           |
| 1386-1395 | Albrecht III              | 09-09-1348 | 29-08-1395 | broer                           |
| 1395-1406 | Leopold IV                | 1371       | 03-06-1411 | zoon van Leopold III            |
| 1406-1439 | Frederik IV               | 1382       | 24-06-1439 | broer                           |
| 1439-1490 | Sigismund                 | 26-10-1427 | 04-03-1496 | zoon                            |
| 1490-1519 | Maximiliaan I             | 22-03-1459 | 12-01-1519 | achterkleinzoon van Leopold III |
| 1519-1521 | Karel V                   | 24-02-1500 | 21-09-1558 | kleinzoon                       |
| 1519-1564 | Ferdinand I               | 10-03-1503 | 25-07-1564 | broer                           |
| 1564-1595 | Ferdinand II              | 14-06-1529 | 24-01-1595 | zoon                            |
| 1595-1602 | Rudolf II                 | 18-07-1552 | 20-01-1612 | kleinzoon van Ferdinand I       |
| 1602-1618 | Maximiliaan III           | 12-10-1558 | 02-11-1618 | broer                           |
| 1619-1632 | Leopold V                 | 09-10-1586 | 13-09-1632 | kleinzoon van Ferdinand I       |
| 1632-1646 | Claudia de Medici         | 04-06-1604 | 25-12-1648 | echtgenote                      |
| 1646-1662 | Ferdinand Karel           | 17-05-1628 | 30-12-1662 | zoon                            |
| 1662-1665 | Sigismund Frans           | 27-11-1630 | 25-06-1665 | broer                           |